# Município Luau
Município Luau är en kommun i Angola.   Den ligger i provinsen Moxico, i den östra delen av landet, 1 000 km öster om huvudstaden Luanda.
I omgivningarna runt Município Luau växer huvudsakligen savannskog. Runt Município Luau är det mycket glesbefolkat, med 2 invånare per kvadratkilometer.